# 青年学校
青年学校（せいねんがっこう）とは、1935年（昭和10年）に公布された青年学校令に基づき設置された、かつての日本における教育機関である。太平洋戦争終戦後の学校教育法が制定されるまで存在した。

## 概要
青年学校は当時の義務教育期間である尋常小学校（のちに国民学校初等科）6年を卒業した後に、中等教育学校（中学校・高等女学校・実業学校）に進学をせずに勤労に従事する青少年に対して社会教育を行っていた。青年学校が設置される前は、実業補習学校と青年訓練所がこの役割を担っていた。この2つの教育機関は、教育の対象となる年齢層の一部・教育内容・施設等に関して共通する部分が多く、2つの独立した教育機関を併存させることは地方公共団体の財政負担を重くするなどの問題点があった。これを解消するため、実業補習学校と青年訓練所を統合して設置されたのが青年学校である。
| 開始時（修了時）の年齢 | 青年学校の学年               | 他の旧制学校・学年（1946年（昭和21年）時点）                                                 | 現在の学校・学年 |
| ---------------------- | ---------------------------- | -------------------------------------------------------------------------------------------- | ---------------- |
| 12歳（13歳）           | 青年学校普通科1年            | 国民学校高等科1年、中等教育学校（旧制）1年、高等学校（旧制）尋常科1年                        | 新制中学校1年    |
| 13歳（14歳）           | 青年学校普通科2年            | 国民学校高等科2年、中等教育学校（旧制）2年、高等学校（旧制）尋常科2年                        | 新制中学校2年    |
| 14歳（15歳）           | 青年学校本科1年              | 国民学校特修科、中等教育学校（旧制）3年、高等学校（旧制）尋常科3年、師範学校予科1年          | 新制中学校3年    |
| 15歳（16歳）           | 青年学校本科2年              | 中等教育学校（旧制）4年、高等学校（旧制）尋常科4年、師範学校予科2年                          | 新制高等学校1年  |
| 16歳（17歳）           | 青年学校本科3年              | 中等教育学校（旧制）5年、高等学校（旧制）高等科1年、師範学校予科3年、大学予科1年             | 新制高等学校2年  |
| 17歳（18歳）           | 青年学校本科4年 （男子のみ） | 高等学校（旧制）高等科2年、師範学校本科1年、大学予科2年 専門学校（旧制）1年、高等師範学校1年 | 新制高等学校3年  |
| 18歳（19歳）           | 青年学校本科5年 （男子のみ） | 高等学校（旧制）高等科3年、師範学校本科2年、大学予科3年 専門学校（旧制）2年、高等師範学校2年 | 新制大学1年      |

## 歴史
前史
- 実業補習学校

実業補習学校#歴史も参照。
義務教育の尋常小学校6年修了後、高等小学校や中等教育学校に進学せず、勤労に従事する青少年の教育機関として設けられていた実業補習学校は、特に農村部における農業補習学校の隆盛をもって社会教育の一環としての需要を満たしていた。
これは、実業補習学校の教育目的が他の実業学校（工業学校や商業学校・農業学校など）とは性格を異にしており、既に職業に従事している青少年に対する実務教育機関としての役割を担っていたことから、多くの実業補習学校は小学校に付置され、また、明治末期から大正年間に掛けて行われた青年団の振興政策とリンクし、これら勤労青少年の社会教育機関として定着して行ったことによるものと思われる。特に農村部においては、現代と違い機械化も進んでおらず、人手の欠かせない農繁期などを踏まえ、中等教育機関へ進学することができなかった事情とも相まって発展したものと見られる。
- 青年訓練所

1926年（大正15年）、16歳以上の勤労青年男子を対象とし、労働の合間の余暇に修身及公民科、普通学科、職業科、教練科を教える教育機関として青年訓練所が創設された（「青年訓練所令」）。略称は「青訓（せいくん）」。一般に青年訓練所は、16歳以上の男子に対して4年間の課程で軍事教練を施す教育機関とされ、訓練修了者は陸軍歩兵科に徴集された場合に限られはするが、兵営において所定の検定に合格することで在営年限半年短縮という特典をうけることができた。ただし創設当初は反対運動も根強く、有名なものとしては長野県下伊那地方の連合青年会による青年訓練所設置反対運動がある。
青年学校の発足から廃止まで
青年訓練所と実業補習学校は、教育を受ける年齢層が一部重なり（実業補習学校後期課程が16歳以上に及ぶ場合）、一部の生徒は「二重学籍」状態であったことなどから、これらの教育機関を統合・拡充されることとなった。
- 1935年（昭和10年）4月1日
  - 「青年学校令」（昭和10年勅令第41号）が公布・施行され、青年学校が設置される。
    - 文部省と陸軍省による協力体制の下で、実業補習学校としての職能実務教育と青年訓練所としての軍事教練の役割を青年学校に持たせた。
      - 目的 - 「男女青年に対し、その心を鍛錬し、徳性を涵養すると同時に職業および実際生活に必要な知識・技能を授け国民としての資質を向上させる」
      - 設置主体
        - 地方公共団体（公立） - 北海道・府県・市町村・市町村学校組合・町村または町村学校組合に準じる公共団体
        - 私人（私立）- 商工会議所・農会・企業

      - 設置・廃止の認可 - 道府県立の青年学校は文部大臣、その他の青年学校は地方長官が行う。
      - 授業料 - 原則として無償。
      - 設置学科
        - 普通科 - 入学資格を尋常小学校卒業者（12歳以上）、修業年限を男女ともに2年とする。
        - 本科 - 入学資格を普通科修了者または高等小学校卒業者（14歳以上）、修業年限を男子5年・女子3年とする（1年の短縮も可能）。
        - 研究科 - 入学資格を本科修了者、修業年限を1年以内とする。
        - 専修科 - 入学資格を本科修了者とする（修業年限の規程なし）

  - 「青年学校教員養成所令」（昭和10年勅令第47号）・青年学校学校教員養成所規程（昭和10年文部省令第6号）の公布・施行により、青年学校教員養成所を設置（実業補習学校教員養成所等を改組・改称）

- 1939年（昭和14年）4月26日 - 昭和14年勅令第254号により、青年学校令が改正される。
  - この年の普通科入学生（男子のみ）から普通科・本科の計7年が義務教育期間に加わる（尋常小学校6年と合わせると計13年間）。
  - 改正前に入学した男子生徒に関しては、義務教育は適用されない。
  - この年の入学生が本科5年生になる1945年度（昭和20年度）に青年学校7年間の義務教育が完成する予定であった。

- 1941年（昭和16年）4月1日 - 国民学校令の施行
  - 青年学校令の条文の中にある尋常小学校を国民学校初等科に、高等小学校を国民学校高等科に改める。

- 1944年（昭和19年）4月1日 - 師範教育令一部改正（昭和19年勅令第81号）により、官立（国立）青年師範学校が設置される（青年学校教員養成所を改組・改称）。
- 1945年（昭和20年） 
  - 3月 - 決戦教育措置要綱 が閣議決定され、昭和20年度（同年4月から翌3月末まで）授業が停止されることとなる。
  - 5月22日 - 戦時教育令が公布され、授業を無期限で停止することが法制化される。
  - 8月15日 - 終戦。
  - 8月21日 - 文部省により戦時教育令の廃止が決定され、同年9月から授業が再開されることとなる。
  - 9月12日 - 文部省により戦時教育を平時教育へ転換させることについての緊急事項が指示される。
  - 10月6日 - 戦時教育令が廃止。

- 1947年（昭和22年）4月1日
  - 学校教育法の施行に伴い、青年学校令が廃止。
  - 学制改革（六・三制実施、新制中学校の発足）により、青年学校の普通科は廃止の上、その施設・教員・生徒は新制中学校に移管される。

- 1948年（昭和23年）4月1日 - 学制改革（六・三・三制の実施、新制高等学校の発足） 
  - 青年学校の本科は廃止の上、大半が新制高等学校の定時制分校として新制中学校に併置され当分の間職業教育活動を継続した。

## 教育内容
学科によって次の科目を教授することが青年学校令で規定されていた。
- 普通科
  - 男子 - 修身および公民科・普通学科・職業科・体操科
  - 女子 - 修身および公民科・普通学科・職業科・家事および裁縫科・体操科
- 本科
  - 男子 - 修身および公民科・普通学科・職業科・教練科
  - 女子 - 修身および公民科・普通学科・職業科・家事および裁縫科・体操科
- 研究科 - 本科の科目に関連して必要に応じて定める。ただし修身および公民科は必須科目とする。

太平洋戦争開戦後は「戦時動員体制」のさなか，公立・私立を問わず青年学校の多くは軍需生産力の増強に向け、学科標準時数の引き下げや、職業科科目の実習（と言う名の勤労動員）への振り替えなどが勧められ、制度上は教育機関であったが、その実は戦時下の動員体制に組み込まれ、教育内容そのものの空洞化が進行した。

## 設置数
1942年（昭和17年）時点において、公立は16011校（うち道府県立は14校、市立は2223校、町村立は13774校）、私立は2925校設置されていた。

## おもな青年学校

### 官立（国立）
1944年（昭和19年）に官立青年師範学校が設置されたことにより、その附属青年学校として設置された。公立の青年学校が附属青年学校に代用されることが多かった。

### 公立
小学校（国民学校）に併置されるものが多かった。

#### 北海道
- 札幌市白石青年学校
- 藻岩村立八垂別農業青年学校
- 函館市立商工実修学校・函館市立商工青年学校（1935年）
- 公立青年学校標津村立標津実践女学校（1934年）

#### 東北地方
- 青森県
  - 青森市立青森青年学校
- 宮城県
  - 仙台市五橋青年学校（1942年）
  - 大沢青年学校（仙台市立大沢小学校、1940年）
  - 仙台市中田青年学校
  - 私立青年学校古川商業専修学校（1936年）
  - 公立青年学校宮城県志田郡古川町商業専修学校
- 秋田県
  - 六郷青年学校（1935年）
- 山形県
  - 柏倉門伝青年学校
  - 鶴岡市立青年学校
- 福島県
  - 内郷農業補習学校・内郷町立青年学校
  - 新地実業公民学校・公立青年学校福島県相馬郡新地村実業学校（1935年）

#### 関東地方
- 栃木県
  - 足利市山前青年学校
  - 小山町立小山農商補習学校・小山実業青年学校
- 群馬県
  - 前橋市荒砥青年学校
  - 桐生市実践女子青年学校（1940年）
  - 岩島青年学校
- 埼玉県
  - 三和青年学校-埼玉県北足立郡指扇村
- 千葉県
  - 千葉市立千葉青年学校
- 東京都
  - 東京府立商工青年学校（1935年）
  - 東京市立青年学校
  - 東京市江戸川区瑞江青年学校
  - 立川青年学校
  - 八王子工機青年学校
- 神奈川県
  - 牛久保町牛久保青年学校
  - 相原村旭青年学校（1936年、旭小学校に併設して開校）
  - 茅ヶ崎市立青年学校

#### 中部地方
- 富山県
  - 魚津町立魚津実業補習学校・魚津町立魚津実業青年学校
  - 経田青年学校（1936年）
- 石川県
  - 宇出津町立青年学校（1931年）
- 福井県
  - 下庄村立公民学校・下庄村立実業青年学校（1935年）
- 山梨県
  - 青年学校町立市川実科女学校
- 長野県
  - 松本青年学校
  - 青年訓練所充当実業補習学校・公立青年学校長野県東筑摩郡波田実科中等学校（1934年）
  - 長野県諏訪青年学校
  - 中箕輪青年学校（1935年）
  - 高遠拓殖青年学校
- 静岡県
  - 静岡県専修青年学校
  - 静岡青年師範学校附属青年学校
  - 私立浜松高工青年学校（1938年）
  - 磐田青年学校
  - 三ヶ日町立自彊青年学校
  - 北狩野村立中堅農民青年学校
- 岐阜県
  - 稲葉南部青年学校
  - 振天青年学校
  - 青年学校土岐郡多治見実践女学校（1935年）
  - 稲葉郡中部青年学校
  - 養老郡中部青年学校
  - 養老郡東部青年学校
  - 揖斐郡中部青年学校
  - 揖斐郡南部青年学校
  - 坂内村立坂内青年学校
  - 美濃町立美濃青年学校
  - 和良村立和良青年学校
- 愛知県
  - 国府青年学校
  - 八幡青年学校
  - 赤坂町外三町村立青年学校（1943年）
  - 松平村立松平青年学校（1935年）
  - 大塚村立実業補習学校・大塚村立青年学校（1935年）
  - 長久手村立長久手青年学校

#### 近畿地方
- 三重県
  - 四日市市納屋青年学校（1935年）
  - 御薗村立農業補習学校・御薗村立青年学校（1935年）
  - 城田尋常小学校併設城田村立青年学校（1926年）
  - 公立青年学校多紀郡実業高等公民学校
  - 有井村立有馬青年学校（1935年）
  - 三重県公立青年学校磯部実務高等学校
- 滋賀県
  - 饗庭村立饗庭青年学校
- 京都府
  - 三岳村農業青年学校（1935年）
- 大阪府
  - 堺市教育会付属実業補習学校・堺市立商工青年学校（1935年）
  - 堺市立商工青年学校（1935年）
  - 池田市昭和国民学校併設池田青年学校
  - 公立青年学校大阪府池田市立池田技芸女学校（1941年）
  - 豊能郡庄内町青年学校
  - 公立青年学校大阪府泉南郡貝塚実業専修学校（昼間部・夜間部、1939年）
  - 公立交南青年学校交野裁縫女学校・交野町立交南青年学校交野裁縫学校
- 兵庫県
  - 魚崎町立青年学校
  - 揖北青年学校
  - 公立青年学校尼崎市実習学校
  - 公立青年学校伊丹町立裁縫実修女学校（1935年）
  - 多紀実業高等公民学校・公立青年学校多紀郡実業高等公民学校
- 奈良県
  - 奈良市第三青年訓練所（1935年に青年学校に衣替え）
- 和歌山県
  - 和歌山市立青年学校

#### 中国地方
- 鳥取県
  - 米子市立青年学校
  - 余子村余子青年学校
  - 渡小学校併設青年学校（1935年）
  - 組合立久米青年学校（1943年） - 社・北谷・高城の青年学校を合併した[4]
- 島根県
  - 島根県神門村立青年学校
- 岡山県
  - 八束村青年学校（1937年）
  - 八束村青年学校（1937年）
  - 岡山県久世青年学校
  - 御津青年学校
  - 都窪郡早島青年学校
  - 金光青年学校
- 広島県
  - 至誠塾青年学校
  - 広島市工業専修青年学校
  - 広島市立商業専修青年学校（1935年）
  - 長束村立青年学校
  - 広島青年師範学校附属青年学校（1945年）
  - 三か村組合立久羽坂青年学校（1944年）

#### 四国地方
- 徳島県
  - 徳島市立工芸青年学校（1937年）
  - 徳島市城南青年学校
- 香川県
  - 川添村立川添青年学校
  - 土器村川西村組合立綾西青年学校
  - 坂出市西庄野田農機具工場附属青年学校
- 愛媛県
  - 北条町外六か村組合立風早青年学校
  - 松山市新玉青年学校/女子青年学校
  - 北条町外六か村組合立風早青年学校
  - 鈍川村青年学校
  - 明神青年学校
  - 仕七川村青年学校
  - 愛媛県南宇和郡愛南町篠山小中学校組合立篠山小学校併設青年学校・農業補習学校（1910年）
- 高知県
  - 高岡町外6ヶ村組合立高岡高等小学校同組合青年学校
  - 檮原村立孝山塾青年学校（1934年）

#### 九州・沖縄地方
- 福岡県
  - 嶋郷青年学校
  - 筑紫郡北部青年学校
- 長崎県
  - 佐世保市相浦青年学校
- 熊本県
  - 熊本県立青年学校教員養成所代用附属本村公民学校（1932年）
  - 植木青年学校
  - 網田青年学校
- 大分県
  - 大分県立実業青年学校（1936年）
- 宮崎県
  - 宮崎市宮崎青年学校
  - 宮崎市赤江青年学校
  - 都城市都城青年学校
  - 小林市小林青年学校
  - 三納村三納青年学校
  - 門川町門川青年学校
  - 美郷町南郷青年学校
  - 高鍋町高鍋青年学校
- 鹿児島県
  - 上伊集院青年学校
  - 隼人青年学校
  - 重富青年学校
  - 帖佐青年学校
  - 山田村青年学校
  - 蒲生青年学校
  - 鹿児島県公立青年学校日置郡串木野家政女学校（1935年）
  - 鹿児島県鹿屋青年学校
  - 村立高等公民学校・村立頴娃青年学校（1935年）
  - 亀津町立青年学校（1935年）
  - 鹿児島県古仁屋青年学校
  - 樋脇青年学校
  - 上東郷村立東郷青年学校
- 沖縄県
  - 大宜味村青年学校
  - 多良間村立多良間女子青年学校（1937年）

#### 外地
- 関東州関東青年学校

### 私立
- 私立青年学校古川商業専修学校
- 中島飛行機太田製作所付属青年学校・航空技術学校（現・太田市立北中学校）
- 中島飛行機小泉製作所付属青年学校・高等航空学院（後拓殖短期大学）
- 日立第一工業青年学校（日立茨城青年学校、青年学校日立工業専修学校）
- 日立兵器工場附属青年学校
- 日立精機青年学校
- 日本光学青年学校
- 私立石川島造船所青年学校（1935年）
- 新潟鉄工所青年学校
- 豊島ケ岡青年学校 かつて東京都板橋区練馬南町（現在の練馬区練馬）の鐘淵紡績練馬工場工場内に存在した。
- 住友アルミ青年学校
- 昭和鍛工付属青年学校
- 日本鋼管附属青年学校
- 北辰電機青年学校
- 東横青年学校
- 青年学校一関裁縫修紅女学校
- 相川青年学校（1939年）
- 興国人絹パルプ富山工場年学校
- 立山重工業青年学校
- 豊田工科青年学校（現在のトヨタ工業学園）
- 三菱重工業針崎工場青年学校
- 三井造船所青年学校
- 江崎グリコ青年学校
- 島津製作所青年学校
- 大阪アルミニウム株式会社（現・日本軽金属）青年学校
- 神戸製鋼株式会社青年学校
- 神鋼電機株式会社青年学校
- 神戸三菱電機青年学校
- 九州飛行機青年学校
- 日本ゴム・ブリヂストンタイヤ青年学校
- 鉄道教習所 - 1940年には全鉄道教習所を青年学校の過程と同等以上に認定
- 沖大東島（ラサ島）青年学校（正式名称不明） - 東亜鉱工（現在のラサ工業）が運営。